# Bučince
Bučince (cyr. Бучинце) – wieś w Serbii, w okręgu toplickim, w mieście Prokuplje. W 2011 roku liczyła 14 mieszkańców.